# Revolta Albanesa de 1847
A revolta albanesa de 1847 foi uma revolta do século XIX no sul da Albânia dirigida contra as reformas otomanas do Tanzimat que começaram em 1839 e foram gradualmente sendo postas em ação nas regiões da Albânia. 

## Questões de fundo
O objetivo principal das reformas do Tanzimat era criar um forte aparato local moderno para governar o império. Os antigos privilégios foram abolidos e os impostos deveriam ser cobrados dos funcionários otomanos, e não dos beis albaneses locais. Após a Revolta do Dervixe Cara em 1844, a Porta Otomana declarou a aplicação das reformas Tanzimat no sul da Albânia. Os sanjacos albaneses foram reorganizados. No sul da Albânia, a Sublime Porta proclamou as reformas tanzimat em 1846, numa cerimónia organizada em Janina. Mas durante anos o país sentiu as consequências devastadoras das expedições militares dos otomanos. No recém-formado sanjaco de Berate, que incluía as províncias de Vlora, Mallakastra, Skrapar e Përmet, Hysen Pasha Vrioni foi designado para o dever do sanjaco-bei.
As principais forças militares, algumas das quais comandadas por Vrioni, começaram a desarmar a população para extorquir impostos. Demir aga Vlonjati, um poeta religioso da época, conta que “assim que as expedições turcas se aproximavam, todas as pessoas fugiam de suas casas como se houvesse um círculo de peste”. A implementação violenta das reformas, embora inicialmente apenas em algumas províncias, aumentou a insatisfação dos albaneses em relação aos governantes otomanos e preparou-se para outra revolta. Percebendo o perigo, o governo otomano convidou os chefes da Toskëria a Bitola para convencê-los a aceitar o Tanzimat. O mesmo ocorreu em Janina com cerca de 800 agas e bandidos locais, bem como representantes das cidades e instituições religiosas. 

## Revolta
Os camponeses albaneses, principalmente do sul da Albânia, reagiram às ações da administração otomana e, em junho de 1847, os seus representantes reuniram-se em Mesaplik. A reunião, conhecida como "Assembleia de Mesaplik" (albanês: Kuvendim i Mesaplikut), opôs-se às reformas centralistas do Tanzimat. Num memorando enviado ao sultão turco, os participantes declararam que não enviariam soldados para o exército regular, não pagariam os novos impostos e também não aceitariam a nova administração. A Assembleia destacou que o povo albanês, muçulmano e cristão, é um e indiviso, apelando a todos, sem exceção, para irem à guerra contra os governantes otomanos e exigirem que a vida, a honra e a riqueza de todos os albaneses sejam garantidas, independentemente da religião.  
Com base nestes motivos foi formada a Liga Nacional Albanesa. A Liga criou um comitê com Zenel Gjoleka como líder. O objectivo do comité era organizado melhor as actividades políticas e militares da resistência albanesa. Quando a nova administração otomana tentou arrecadar os novos impostos em Kuç, os camponeses entraram em rebelião aberta em julho de 1847. 500 homens liderados por Zenel Gjoleka marcharam em direção a Delvinë e libertaram a cidade. Num curto período de tempo, uma revolta expandiu-se em toda a região de Vlorë, Chameria, Përmet e especialmente em Mallakastër, onde os rebeldes locais foram liderados por outro líder local notável, Rrapo Hekali. 
Isuf bey Vrioni com seus homens atacou os rebeldes na área de Mallakastër. As forças otomanas foram derrotadas, com Isuf e seu irmão sendo capturados durante os combates e executados pelos rebeldes. Depois disso, Rrapo Hekali e os rebeldes Mallakastriot atacaram Berat, mas não tendo uma hierarquia, não conseguiram capturar o castelo. Eles acompanharam o cerco sem atacar o castelo. Ao mesmo tempo, os rebeldes liderados por Gjoleka e Çelo Picari derrotaram uma força otomana vinda de Ioannina. Os homens Gjoleka também atacaram Gjirokastër e mantiveram seu castelo sitiado. Ficaram alarmados com a notícia e uma força de socorro de 3.000 homens sob o comando de Shahin bey Kosturi foi enviada pela Tessália contra os rebeldes em Gjirokastër, mas Kosturi e sua força otomana também foram derrotados pelas forças de Gjoleka. Gjoleka também tentou cooperar com os gregos e negociou com o governo grego de Ioannis Kolettis, mas com pouco sucesso. 
Os contactos com Kolettis parecem ter continuado, uma vez que Gjoleka recebeu uma participação em grande escala de chefes cristãos, albaneses e gregos, no seu movimento. Um novo exército otomano de 5.000 homens foi enviado de Ioannina contra Gjoleka. Com uma força de 1.500 homens, Gjoleka foi capaz de derrotar novamente o exército otomano na Batalha de Dholan em 28 de agosto de 1847. 
Ao mesmo tempo, cerca de 15.000 forças otomanas sob o comando do marechal turco Mehmet Reshit Pasha foram enviadas de Manastir para aliviar o cerco de Berat. Em Ohrid, uma força otomana de 6.000 homens foi convocada. As forças otomanas atacaram as forças de Rrapo Hekali baseadas na cidade de Berat e ao mesmo tempo a executaram turca no castelo atacado-as por trás. As forças albanesas abandonaram o cerco e retiraram-se em Mallakastër. A partir de Berat, o exército otomano tentou entrar no coração da rebelião na região de Kurvelesh, a partir da passagem de Kuç onde as forças de Gjoleka estavam equipadas. Eles mais uma vez resistiram às forças otomanas. Ao mesmo tempo, outras forças otomanas atacaram Kurvelesh da região de Mesaplik e outra coluna otomana desembarcou na região de Himara, cercando as forças de Gjoleka. 
Mesmo nestas situações, os homens de Gjoleka resistiram. Vendo a resistência duradoura, Mehmed Reshid Pasha declarou uma anistia e convocou todos os líderes para se encontrarem com ele na aldeia de Zhulat. Cerca de 85 homens que acreditaram nas suas palavras foram ao local da reunião (entre os quais estavam o líder local Hodo Nivica e alguns outros líderes menores) e foram capturados. Depois disso, a resistência organizada deixou de ser possível e as forças albanesas foram divididas em pequenas celas. As forças otomanas entraram nas regiões de revolta e milhares de homens foram presos e deportados, enquanto Rrapo Hekali foi enviado para uma prisão em Manastir, onde foi envenenado em 30 de dezembro de 1847. Gjoleka com um pequeno grupo de combatentes aposentados- se para a Grécia. , que pôs fim à revolta. As aldeias habitadas por albaneses e gregos na região sofreram quando uma revolta foi reprimida no outono seguinte pelas forças otomanas.  